# John Steffensen
John Steffensen (Perth, Australia, 30 de agosto de 1982) es un atleta australiano, especialista en la prueba de relevos 4 x 100 m, con la que ha llegado a ser medallista de bronce mundial en 2009.

## Carrera deportiva
En las Olimpiadas de Atenas 2004 gana la plata en relevos 4x400 m, tras los estadounidenses y por delante de los nigerianos, siendo sus compañeros de equipo: Mark Ormrod, Patrick Dwyer y Clinton Hill.
En el Mundial de Berlín 2009 gana la medalla de bronce en la misma prueba, con un tiempo de 3:00:90, tras Estados Unidos y Reino Unido, siendo sus compañeros de equipo: Ben Offereins, Tristan Thomas y Sean Wroe.

## Palmarés internacional
| Juegos Olímpicos                  | Juegos Olímpicos  | Juegos Olímpicos  | Juegos Olímpicos |
| Año                               | Lugar             | Medalla           | Prueba           |
| --------------------------------- | ----------------- | ----------------- | ---------------- |
| 2004                              | Atenas (Grecia)   | Medalla de plata  | 4x400 metros     |
| Campeonato del Mundo de Atletismo |                   |                   |                  |
| 2009                              | Berlin (Alemania) | Medalla de bronce | 4x400 metros     |